# Pierre Bordes

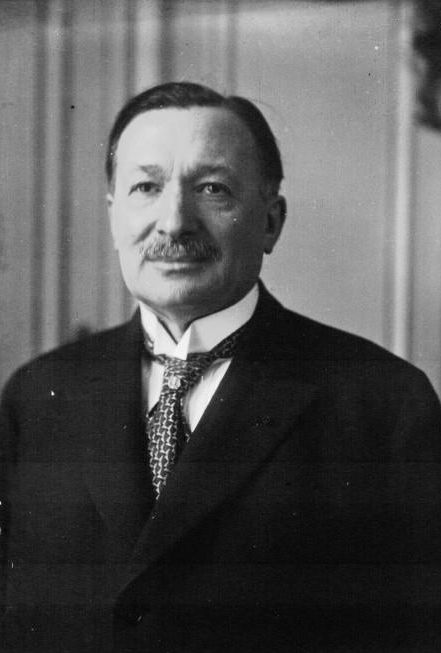
Pierre Bordes

Pierre Louis Bordes (* 28. Dezember 1870 in Oloron-Sainte-Marie, Département Pyrénées-Atlantiques; † 22. Juli 1943 in Perpignan, Département Pyrénées-Orientales) war ein französischer Verwaltungsbeamter, der unter anderem Präfekt verschiedener Départements sowie von 1927 bis 1930 Generalgouverneur von Algerien war.

## Leben

### Studium, Eintritt in Verwaltungsdienst und Unterpräfekt
Pierre Louis Bordes begann nach dem Besuch des College von Oloron-Sainte-Marie ein Studium der Rechtswissenschaften an der Universität Bordeaux, das er mit einem Lizenziat (Licence en droit) beendete. Im Anschluss erhielt er 1891 seine Zulassung als Rechtsanwalt am Berufungsgericht (Cour d’appel) von Bordeaux und leistete zwischen dem 13. November 1891 und dem 19. September 1892 seinen Militärdienst, den er als Leutnant (Sous-lieutenant) der Reserve abschloss. Am 1. Mai 1893 trat er als Attaché in den staatlichen Verwaltungsdienst und war vom 1. Juli 1893 bis zum 15. Juni 1896 Kabinettschef (Chef de cabinet) von Henri Martial Auguste Paul, der zwischen 1892 und 1896 Präfekt des Départements Basses-Pyrénées sowie von 1896 bis 1900 Präfekt des Départements Oise war. Am 13. September 1897 übernahm er den Posten als Unterpräfekt (Sous-préfet) des Arrondissements Muret sowie am 19. Juli 1898 als Unterpräfekt des Arrondissements Céret. Er bekleidete dieses Amt bis zu seinem Rücktritt am 18. April 1906, um als Kandidat der Radikalen – wenngleich erfolglos – für ein Mandat in der Nationalversammlung zu kandidieren. 
Im Februar 1907 kehrte Bordes in den Verwaltungsdienst zurück und wurde zunächst Kabinettschef des Präfekten des Départements Rhône sowie daraufhin am 1. September 1909 Unterpräfekt des Arrondissements Dax. Danach wurde er am 2. März 1911 stellvertretender Kabinettschef des Ministers für Handel und Industrie Alfred Massé und am 20. Oktober 1911 Generalsekretär des DEépartements Isère. Daraufhin wurde er im Januar 1912 erst stellvertretender Generalkassierer der Staatlichen Eisenbahnen (Chemins de fer de l’État) sowie im Dezember 1912 Generalsekretär der Staatlichen Algerischen Eisenbahnen (Chemins de fer algériens de l’État). Für seine Verdienste wurde ihm Februar 1912 das Ritterkreuz der Ehrenlegion verliehen. Er wurde zudem als Conseiller général Mitglied des Generalrates des Départements Pyrénées-Orientales und gehörte diesem bis Juli 1913 an. Im Februar 1913 war er kurzzeitig Direktor für allgemeine Sicherheit (Directeur de la sécurité générale) und anschließend zwischen März und Mai 1913 Kabinettschef von Alfred Massé, der nunmehr als Minister für Handel, Industrie, Post und Telegraphie im Kabinett Barthou fungierte. Am 5. Juli 1913 kehrte er nach Französisch-Algerien zurück und war kommissarisch mit der Wahrnehmung der Funktion des Kabinettsdirektors des Generalgouverneurs betraut sowie Direktor ad interim der Territorien in Süd-Algerien, ehe er im November 1913 erneut Direktor für allgemeine Sicherheit im Generalgouvernement Algerien wurde.

### Präfekt und Generalgouverneur von Algerien

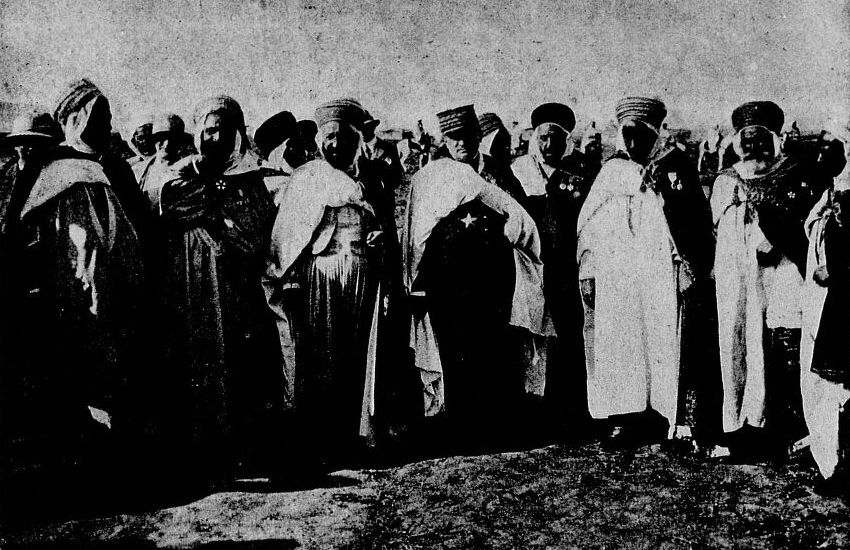
Pierre Bordes als Generalgouverneur von Algerien mit Stammesfürsten (1928).

Als Nachfolger von Maurice de Montigny übernahm Pierre Bordes am 28. Februar 1914 das Amt als Präfekt des Départements Sarthe und bekleidete dieses Amt bis zum 19. Juni 1917, woraufhin Camille Blet ihn ablöste. Danach erfolgte am 19. Juni 1917 seine Berufung zum Präfekten der Provinz Constantine und daraufhin am 6. Februar 1920 zum Generalsekretär des Generalgouvernements Algerien. Für seine Verdienste wurde ihm am 16. Januar 1920 auch das Offizierskreuz der Ehrenlegion verliehen. Am 1. April 1920 wurde er nach seiner Rückkehr Generalschatz- und -zahlmeister (Trésorier-payeur général) des Départements Meurthe-et-Moselle und behielt diese Funktion sechs Jahre lang bis zum 1. September 1926. Ihm wurde am 14. Mai 1920 der Titel eines Ehren-Präfekten (Préfet honoraire) verliehen.
Am 1. September 1926 kehrte Bordes nach Algerien zurück und übernahm dort das Amt als Präfekt der Provinz Algier. Etwas mehr als ein Jahr später löste er am 19. November 1927 Maurice Viollette als Generalgouverneur von Algerien ab. Er verblieb auf diesem Posten bis zum 3. Oktober 1930 und wurde daraufhin von Jules Carde abgelöst. Er wurde des Weiteren am 1. Mai 1930 zum Kommandeur der Ehrenlegion sowie am 13. Januar 1931 zum Ehren-Generalgouverneur (Gouverneur général honoraire) ernannt.

## Hintergrundliteratur
- Algérie - nord. Carte dressée par ordre de Mr. Pierre Bordes, Gouverneur général de l’Algerie, 1929
- Carte de la culture du blé, 1930